# Napoleon Harris
Napoleon Harris (født 25. februar 1979 i Chicago, Illinois, USA) er en tidligere amerikansk footballspiller, der spillede i NFL som linebacker. Han repræsenterede i løbet af sine syv år i ligaen tre forskellige klubber og spillede længst tid, tre sæsoner, hos Oakland Raiders.

## Klubber
- Oakland Raiders (2002–2004)
- Minnesota Vikings (2005–2006)
- Kansas City Chiefs (2007)
- Minnesota Vikings (2008)